# Ford Maverick (1969)
Der Ford Maverick ist ein Automobilmodell der Kompaktklasse. Es wurde von Ford von 1969 bis 1977 in den USA, in Kanada und in Mexiko für den nordamerikanischen Markt hergestellt. Eine weitgehend baugleiche Version für den südamerikanischen Markt wurde von 1973 bis 1979 in Brasilien produziert. Das Auto war als zweitüriges Coupé und als viertürige Limousine erhältlich. 

## Nordamerikanische Version
Im Modellprogramm ordnete sich der Maverick zwischen dem (etwas später herausgekommenen) Kleinwagen Ford Pinto und dem Mittelklassemodell Ford Torino ein. Der Name Maverick bezeichnet im Englischen ganz allgemein einen Außenseiter oder Preisbrecher.

### Modellentwicklung
Zunächst war der Maverick nur als zweitüriges Fließheck-Coupé mit Reihensechszylindern von 2,8 oder 3,3 Litern Hubraum lieferbar; im Sommer 1970 kam ein 4,1-Liter-Reihensechszylinder hinzu. Anfangs gab es das Modell in nur einer einzigen Variante, ab Frühsommer 1970 auch in einer sportlich aufgemachten Version namens Maverick Grabber mit Zierstreifen und Heckspoiler. Die Grabber-Version entfiel in den letzten beiden Modelljahren.
Zum Modelljahr 1971 kam zum Coupé eine viertürige Limousine auf verlängertem Radstand hinzu. Gleichzeitig konnte der Maverick jetzt auch mit einem 4,9-Liter-V8 geordert werden.
Im Modelljahr 1972 bot Ford zusätzlich den Maverick mit Sprint-Paket an; dieser besaß eine spezielle rot-weiß-blaue Lackierung und eine farblich dazu passende Inneneinrichtung. Im Sommer 1972 kam ein Luxuspaket ins Programm, das Sportsitze mit verstellbaren Rückenlehnen und Kunstlederbezug, Teppichboden, Holzfolie am Armaturenbrett, Radialreifen, Chromradkappen und Vinyldach umfasste.
Von 1973 bis 1975 gab es jährlich kleinere Änderungen am Maverick. 1973 entfiel der 2,8-Liter, wodurch der 3,3-Liter zum Basisantrieb avancierte, ferner wurden die Bremsen verbessert und der vorher aufpreispflichtige Chromgrill war jetzt serienmäßig. Neue Extras waren Stereoradio und Alufelgen. Den neuen gesetzlichen Sicherheitsbestimmungen gemäß erhielt der Maverick eine kräftigere Vorderstoßstange. Ab Modelljahr 1974 wurde auch hinten eine Sicherheitsstoßstange verbaut. 1975 wurden am Maverick nur Detailänderungen durchgeführt, so wurden etwa die Maverick-Schriftzüge auf Motorhaube und Kofferraumdeckel durch Ford-Schriftzüge ersetzt.
Für 1976 fiel der Grabber aus dem Programm und wurde durch den Maverick Stallion mit Sonderlackierungen und sportiver Ausstattung ersetzt; das Stallion-Paket war auch für den Pinto und den Ford Mustang II erhältlich. Der Maverick erhielt einen neuen Kühlergrill und serienmäßige vordere Scheibenbremsen; die Feststellbremse wurde nicht mehr über einen Hebel unter dem Armaturenbrett, sondern ein Pedal betätigt.
1977 war das letzte Jahr für den Maverick in Nordamerika. Neu eingeführt wurde eine spezielle Polizeiversion, die sich aber nur knapp 400 Mal verkaufte.

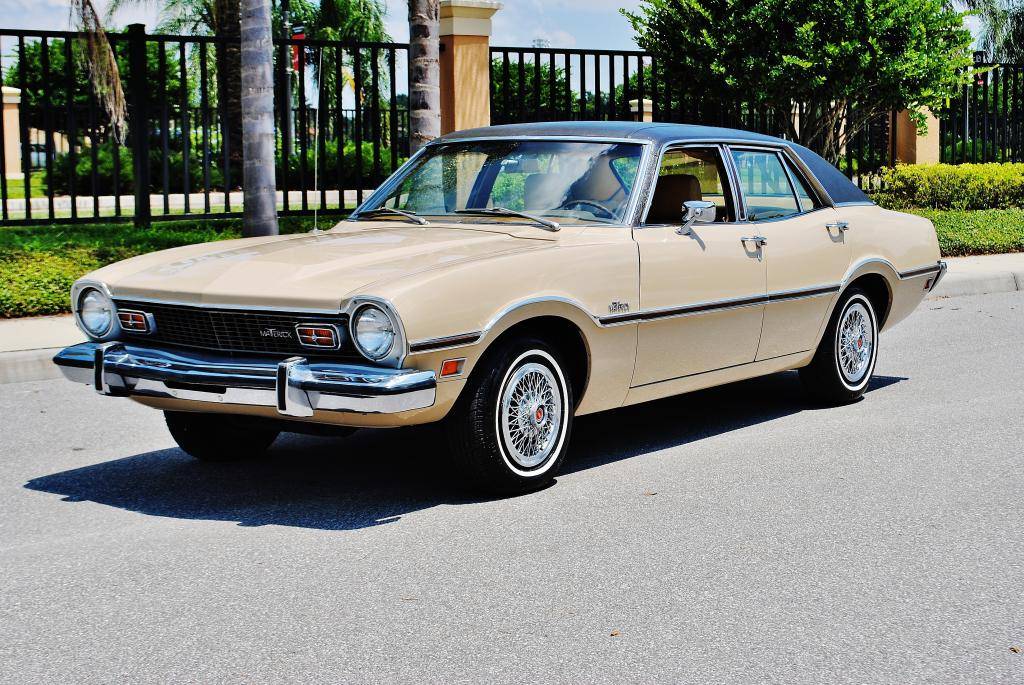
Ford Maverick Sedan (1973)
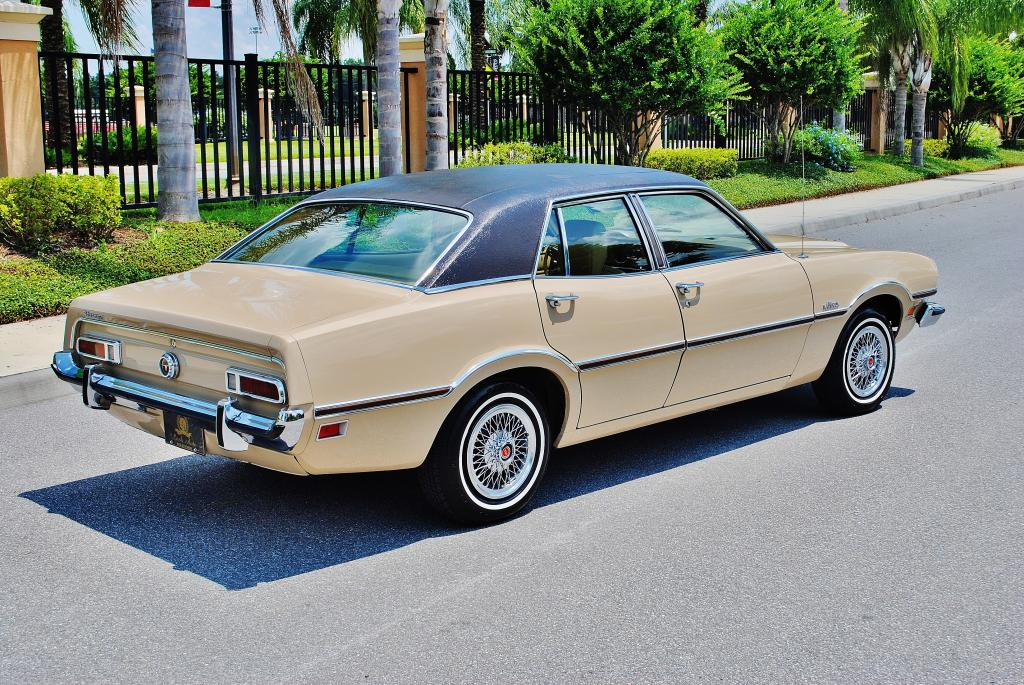
Heckansicht
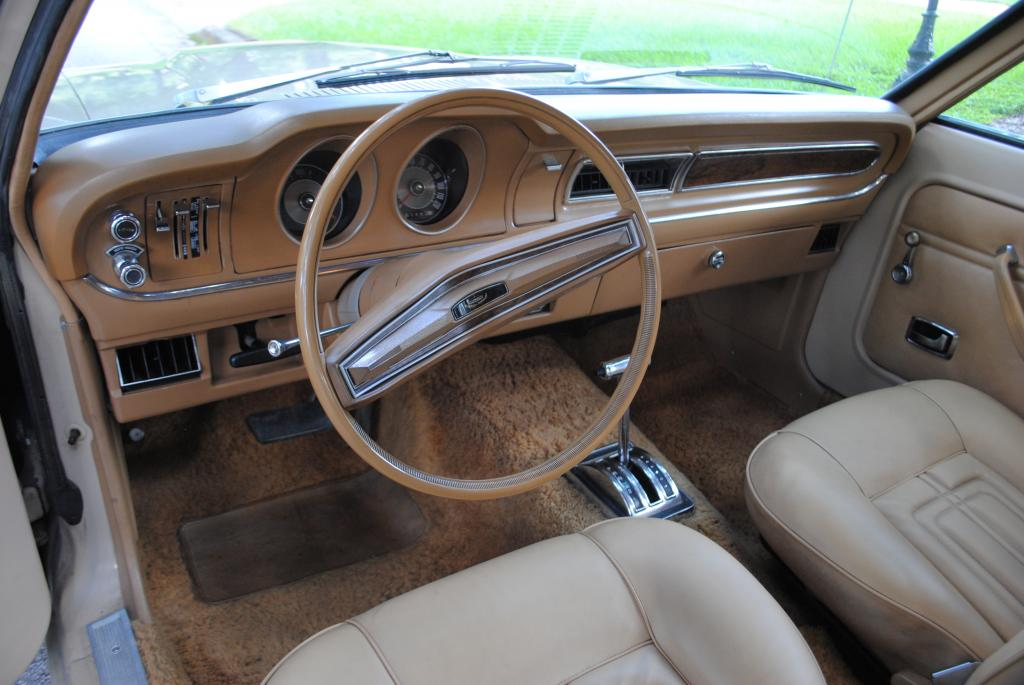
Innenraum

### Produktion
Bereits 1975 sollte der Maverick durch den neu vorgestellten Ford Granada ersetzt werden, mit dem er eine Reihe technischer Komponenten teilt. Da allerdings infolge der Ölkrise die Nachfrage nach kompakten Autos stark anstieg, behielt Ford den Maverick noch drei Jahre lang neben dem Granada im Programm. Für das Modelljahr 1978 wurde der Maverick schließlich durch den Ford Fairmont ersetzt, der – wie zahlreiche spätere Mittelklassemodelle des Konzerns – auf Fords neuer Fox-Plattform basierte.
| Produktionszahlen Ford Maverick | Produktionszahlen Ford Maverick | Produktionszahlen Ford Maverick | Produktionszahlen Ford Maverick |
| ------------------------------- | ------------------------------- | ------------------------------- | ------------------------------- |
| Modelljahr                      | Fastback zweitürig              | Sedan viertürig                 | Gesamt                          |
| 1970                            | 578.914                         | -                               | 578.914                         |
| 1971                            | 198.689                         | 73.208                          | 271.897                         |
| 1972                            | 181.278                         | 73.686                          | 254.964                         |
| 1973                            | 281.293                         | 110.382                         | 484.512                         |
| 1974                            | 163.320                         | 137.728                         | 301.048                         |
| 1975                            | 99.168                          | 63.404                          | 162.572                         |
| 1976                            | 60.611                          | 79.076                          | 139.687                         |
| 1977                            | 40.086                          | 58.420                          | 92.506                          |
| Gesamt                          | 1.603.359                       | 595.904                         | 2.199.263                       |

### Ableitungen
In den Modelljahren 1971 bis 1977 bot Fords Schwestermarke Mercury eine eigene Version des Kompaktwagens unter der Bezeichnung Comet an. Die Fahrzeuge waren technisch und äußerlich weitgehend identisch. Auffälligstes Unterscheidungsmerkmal war die Kühlerverkleidung: Während der Ford Maverick einen gerade verlaufenden, schlichten Grill aufwies, hatte der Comet einen hervortretenden Grill mit einer geänderten Motorhaube, der den bei Ford zeitweise gepflegten Stil des Knudsen-Grills aufgriff. Der Comet erreichte nicht die Produktionszahlen des preiswerteren Maverick. In sieben Modelljahren entstanden lediglich 487.182 Comets, was weniger als einem Viertel der Maverick-Produktion entsprach.

## Produktion in Brasilien

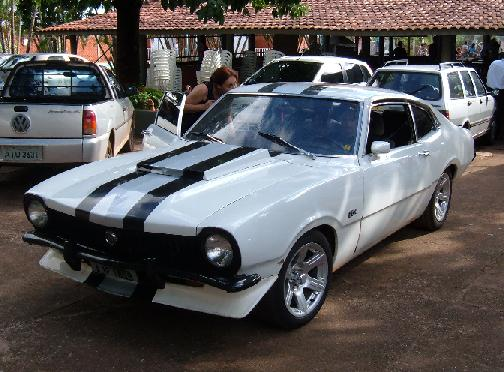
Ein brasilianischer Maverick

Ab Juni 1973 wurde der Maverick in kaum veränderter Form auch in Brasilien hergestellt und sollte dort mit Mittelklassewagen wie dem Chevrolet Opala konkurrieren.
Allerdings tat sich der Maverick in Brasilien schwer, insbesondere nachdem in Folge der Ölkrise die Benzinpreise stiegen – der Maverick war kein sparsames Auto. Im April 1979 wurde seine Fertigung schließlich eingestellt, nachdem er sich immer schleppender verkaufte.
Vor der Markteinführung hatte Ford Brasilien einer ausgewählten Gruppe von 1300 Personen drei Modelle zur Begutachtung vorgeführt, den britischen Ford Cortina, den Maverick und den deutschen Ford Taunus, den das Werk selbst als ideal geeignet für Brasilien hielt. Allerdings wären die vorbereitenden Maßnahmen für die Produktion des Taunus sehr zeitaufwändig gewesen und hätten sich bis 1975 hingezogen; da Ford aber eiligst ein Mittelklassemodell benötigte, traf man die Entscheidung, stattdessen den technisch anspruchslosen Maverick zu produzieren, in dem man zudem den bereits vorhandenen Willys-Overland-Motor verwenden konnte, ein Unternehmen, das Ford Brasilien 1967 aufgekauft hatte. Diese Entscheidung sparte Ford geschätzte 70 Millionen US-Dollar ein.
Um den in die Jahre gekommenen Dreiliter-Niederkompressions-Sechszylinder unter die Haube des Maverick zu bringen, waren einige technische Änderungen notwendig. Zusätzlich war der Maverick mit dem aus den USA importierten 4,9-Liter-V8 zu haben.
Die Maverick-Familie bestand anfangs aus dem Basismodell Super, dem Super Luxo (SL) und dem GT. Super und SL waren als Coupé und als Viertürer zu kaufen. Der GT stellte das Topmodell dar und war mit dem V8 ausgerüstet, der 195 Brutto- oder 137 Netto-PS leistete.
1975 wurden vordere Scheibenbremsen serienmäßig, dazu gab es einen neuen Einstiegsmotor, einen 2,3 Liter großen Vierzylinder mit 97 PS; der Willys-Dreiliter entfiel. Zugleich ersetzte man bei allen Modellen vordere Sitzbank und Lenkradschaltung durch Einzelsitze und Mittelschalthebel.
1977 wurden Fahrwerk, Kühlergrill, Sitze und Heckleuchten überarbeitet, der GT erhielt Lufthutzen auf der Motorhaube. Klimaanlage und Automatikgetriebe waren für die Vier- wie für die Achtzylinderversionen erhältlich.
Bis April 1979 wurden in Brasilien 108.106 Maverick gefertigt (85.654 Coupés, 11.879 Viertürer und 10.573 GT).